# Estándares y Certificaciones de Sostenibilidad
Los Estándares y certificaciones de Sostenibilidad son normas y estándares voluntarios, usualmente evaluados por terceras partes, relacionados con asuntos de seguridad ambiental, social, ética y de alimentos, y adoptados por compañías para demostrar el desempeño de sus organizaciones o productos en áreas específicas. Existen quizá más de 500 estándares y el ritmo de la introducción ha incrementado en la última década. La tendencia comenzó a finales de los años 80s y 90s con la introducción de Etiquetas ecológicas y estándares para alimento orgánico y otros productos. En años recientes, una gran cantidad de estándares han sido establecidos y adoptados en la industria alimentaria en particular. La mayoría de ellos hace referencia a la triple cuenta de la calidad ambiental, equidad social y prosperidad económica. Un estándar es normalmente desarrollado por una amplia gama de partes interesadas y expertos en un determinado sector, e incluye un conjunto de prácticas o criterios de cómo una cosecha debe ser sosteniblemente cultivada o un recurso debe ser éticamente cosechado. Esto podría incluir, por ejemplo, prácticas responsables de pesca que no ponen en peligro la biodiversidad marina, o el respeto por los derechos humanos y el pago justo de salarios en una plantación de café o té. Usualmente los estándares de sostenibilidad están acompañados de un proceso de verificación - a menudo denominado como «certificación» - para evaluar que la empresa cumple con un estándar, así como un proceso de rastreo de productos certificados para ser vendidos a lo largo de la cadena de suministros que muchas veces resulta en una etiqueta dirigida al consumidor. Los programas de certificación también se enfocan en la construcción de capacidades y el trabajo con socios y otras organizaciones para apoyar a los pequeños agricultores o productores en desventaja, para hacer las mejoras sociales y ambientales necesarias para cumplir con el estándar. 

## Definición y objetivos
La premisa básica de los estándares de sostenibilidad es doble. En primer lugar, surgieron en áreas donde la legislación nacional y global era débil pero donde los movimientos del consumidor y ONGs alrededor del mundo exigieron acción. Por ejemplo, campañas por Global Exchange y otras ONGs en contra de la compra de bienes del «taller de trabajo esclavo» por Nike, Levi Strauss & Co. y otras marcas líderes llevaron a la aparición de normas de bienestar social como los SA8000, entre otros. En segundo lugar, las marcas líderes que venden a los consumidores y a la cadena de suministros B2B pueden querer demostrar los méritos ambientales u orgánicos de sus productos, lo cual ha llevado al surgimiento de cientos de etiquetas ecológicas, orgánicas y otros estándares. Un ejemplo destacado de un estándar de consumo es el movimiento del Sello de comercio justo, administrado por FLO International, y la exhibición del enorme crecimiento de las ventas alrededor del mundo de los productos obtenidos éticamente. Un ejemplo de un estándar B2B que ha crecido en gran manera durante los últimos años es el estándar del Consejo de Administración Forestal para productos forestales hechos de árboles cosechados sosteniblemente.  
Sin embargo, la línea entre los estándares de consumo y sostenibilidad B2B se está volviendo borrosa con los compradores líderes comerciales que exigen cada vez más la certificación Fairtrade, por ejemplo, y los consumidores que reconocen cada vez más la marca FSC. En los últimos años, el enfoque de negocio a negocio de los estándares de sostenibilidad ha aumentado y ha quedado claro que la demanda de los consumidores por sí sola no puede conducir la transformación de los principales sectores e industrias. En los productos básicos, como el aceite de palma, soja, mariscos cultivados y el azúcar, las iniciativas de certificación se dirigen a la adopción generalizada de las mejores prácticas y colaboración de la industria precompetitiva. Las principales marcas y distribuidores también han comenzado a hacer compromisos con la certificación en toda su oferta de la cadena de suministro o producto, en lugar de en una sola línea de producto o ingrediente.
Con el crecimiento de las normas y la certificación como la herramienta principal para la producción y el comercio mundial a hacerse más sostenible y el sector privado a demostrar liderazgo en sostenibilidad, es esencial que existan maneras de evaluar la legitimidad y el funcionamiento de diferentes iniciativas. Compradores de las empresas y el gobierno, así como ONGs y grupos de sociedad civil comprometidos con la producción sostenible, necesitan claridad sobre qué normas y etiquetas ecológicas están dando resultados sociales, ambientales y económicos reales. La Alianza ISEAL se ha convertido en la autoridad de las buenas prácticas para los estándares de sostenibilidad y sus Códigos de Buenas Prácticas representan la guía de mayor reconocimiento sobre cómo las normas deben establecerse y aplicarse con el fin de ser eficaces. Al cumplir con estos códigos y trabajar con otras iniciativas de certificación, los miembros de ISEAL demuestran su credibilidad y trabajan en la mejora de sus impactos positivos. 
Los intentos de hacer frente a los problemas causados por una multiplicidad de iniciativas de certificación condujeron al lanzamiento del proyecto del Estado de Iniciativas de Sostenibilidad (SSI), facilitado por la Conferencia de las Naciones Unidas sobre Comercio y Desarrollo (CNUCyD) y el Instituto Internacional para el Desarrollo Sostenible (IISD) bajo los auspicios de la Iniciativa de Productos Básicos Sostenibles (SCI). 

## Origen de los estándares globales
La mayoría de los estándares de sostenibilidad que se están adoptando actualmente fueron iniciados por movimientos sociales en países particulares, tales como Rainforest Alliance en Estados Unidos y Fairtrade en los Países Bajos. Otras normas fueron iniciadas por empresas individuales, como Utz Certified (Ahold), Starbucks C.A.F.E. (Starbucks), y Nespresso AAA (Nespresso). Algunas normas fueron lanzadas por coaliciones de empresas privadas, agencias de desarrollo, ONGs y otros actores. Por ejemplo, el Código Común para la Comunidad Cafetera (4C) fue iniciado por una alianza de los principales tostadores de café, incluyendo Kraft Foods, Sara Lee y Nestlé, asistido por la Agencia alemana de Cooperación Técnica y Desarrollo (GIZ). Un facilitador importante para el desarrollo de la mayoría de los estándares globales era un conjunto de proyectos de desarrollo local que involucran ONGs, tostadores y productores de café en diferentes países en desarrollo. Por ejemplo, la norma Fairtrade fue desarrollada basada en proyectos pilotos con agricultores mexicanos. 4C se apoya en proyectos de desarrollo en Perú, Colombia y Vietnam, con la participación de GIZ, los principales tostadores de café y los productores locales.
Los estándares más ampliamente establecidos y adoptados están en la agricultura, con el 40% de la producción mundial de café certificada para uno de los principales esquemas, y aproximadamente el 15-20% de la producción de cacao y té siendo compatibles con los principales estándares internacionales. En 2017 un estudio de la Campbell Collaboration sobre la certificación de productores agrícolas, demostró que aunque el ingreso por ventas es mayor para granjeros certificados, esto no repercute en una mejora del ingreso familiar.
En el sector forestal y de pescados y mariscos salvajes las normas también han sido influyentes, con una producción certificada empujando más allá del 10% de la cuota mundial. El algodón, aceite de palma, la soya, los biocombustibles y mariscos cultivados son algunos de los productos en los que la certificación está creciendo más rápidamente, debido en parte a las mesas redondas que han sido creadas para reunir a toda la industria en conjunto. Más recientemente, las normas han comenzado a surgir para la minería y la extracción de metales (incluyendo oro, plata, aluminio, y petróleo y gas) así como para el ganado, la electrónica, los plásticos y el turismo.
La evidencia sugiere que la Responsabilidad Social Corporativa (CSR, por sus siglas en inglés), adoptada voluntariamente por las empresas, será mucho más eficaz que las normas gubernamentales globales que son reguladas por la CSR por parte de empresas privadas que muestran promesas para el impacto social efectivo.
La creación de la Alianza ISEAL en 2002 fue el primer esfuerzo colaborativo entre un grupo de organizaciones de estándares de sostenibilidad en acordar seguir las buenas prácticas comunes en cómo se aplican sus normas, así como para trabajar juntos para impulsar el uso de las normas y la certificación a nivel mundial.

## Diferentes estándares de sostenibilidad
Numerosas normas de sostenibilidad se han desarrollado en los últimos años para abordar los problemas de la calidad ambiental, la equidad social y la prosperidad económica de las prácticas mundiales de producción y comercio. A pesar de las similitudes en las principales metas y procedimientos de certificación, hay algunas diferencias significativas en términos de su desarrollo histórico, grupos destinatarios de adoptantes, difusión geográfica, y énfasis en problemas ambientales, sociales o económicos.
Una de las principales diferencias a tener en cuenta se basa en el nivel de rigor de la norma. Algunas normas establecen la barra muy alta para un sector, promoviendo las prácticas sociales y ambientales más fuertes y el trabajo con el mejor desempeño para impulsar constantemente las expectativas de sostenibilidad. Otras normas se centran más en la eliminación de las peores prácticas y operan en más de un nivel de entrada para obtener una gran parte de una industria que trabaja gradualmente hacia mejores prácticas. Muchas veces hay estrategias entre o dentro de las normas para mover a los productores a lo largo de esta escalera de desempeño de sostenibilidad. Otra distinción importante es que algunas normas se pueden aplicar internacionalmente (por lo general con mecanismos para asegurar la relevancia y adecuación local), mientras que otras normas se desarrollan por completo con un enfoque regional o nacional.
Las diferencias adicionales entre las normas podrían relacionarse con el proceso de certificación y si es llevado a cabo por una primera, segunda o tercera parte; el sistema de trazabilidad en marca y si se permite la segregación o mezcla de materiales certificados o no certificados; y los tipos de demandas de sostenibilidad que se realizan dentro y fuera de los productos.

### Sello de Comercio Justo
El Sello de Comercio Justo fue desarrollado a finales de 1980 por una agencia de desarrollo holandesa en colaboración con agricultores mexicanos. La iniciativa lleva a cabo el trabajo de desarrollo y promueve su visión política de una economía alternativa, al ver su objetivo principal en el empoderamiento de los pequeños productores y proporcionando a estos con acceso y mejora de su posición en el mercado global. La característica más distintiva del Sello de Comercio Justo es la garantía de un precio mínimo y una prima social que va a la cooperativa y no a los productores directamente. Recientemente, el Sello de Comercio Justo también adoptó objetivos ambientales como parte de su sistema de certificación.

### Alianza para Bosques
La Alianza para Bosques (Rainforest Alliance) fue creada a finales de 1980, a partir de un movimiento social, y se ha comprometido a la conservación de bosques tropicales y su biodiversidad. Un elemento clave de la norma es la elaboración y ejecución obligatoria de un plan detallado para el desarrollo de un sistema de gestión agrícola sostenible con el fin de ayudar a la conservación de la vida silvestre. Otro de los objetivos es mejorar el bienestar de los trabajadores mediante el establecimiento y garantización de medios de vida sostenibles. Los precios de producción pueden llevar a una prima. Sin embargo, en vez de garantizar un precio mínimo fijo, la norma busca mejorar la situación económica de los productores a través de mayores rendimientos y una mayor eficiencia de costos.

### Certificación Utz
La Certificación Utz (anteriormente Utz Kapeh) fue cofundada por el tostador holandés de café Ahold Coffee Company en 1997. Su objetivo es crear un mercado abierto y transparente para los productos agrícolas social y ambientalmente responsables. Los instrumentos incluyen el Sistema de Trazabilidad UTZ y el Código de Conducta UTZ. El sistema de trazabilidad hace que los productos certificados sean rastreables desde el productor al comprador final y tiene cadenas con estrictos requisitos de custodia. El Código de Conducta UTZ enfatiza ambas prácticas ambientales (por ejemplo, la conservación de la biodiversidad, el manejo de los residuos y el uso de agua) y beneficios sociales (por ejemplo, acceso a la atención médica y el acceso a las instalaciones sanitarias en el trabajo).

### Ecológico
El estándar Ecológico fue desarrollado en la década de 1970 y se basa en las normas básicas IFOAM. IFOAM significa Federación Internacional de Movimientos de Agricultura Orgánica y es la organización líder global para el movimiento de la agricultura ecológica. Las Normas Básicas de IFOAM proporcionan un marco de requisitos mínimos, incluyendo la omisión de agroquímicos como plaguicidas y fertilizantes químicos sintéticos. El uso de alimentos para el ganado también está estrictamente regulado. La ingeniería genética y el uso de organismos modificados genéticamente (OMG) están prohibidos.

### Trustea
El trustea code está diseñado para evaluar el desempeño social, económico, agronómico y ambiental de las plantaciones de té de la India, los pequeños agricultores y Bought Leaf Factories (BLFs).
Se espera que el cumplimiento del código no sólo mejore la competitividad de las granjas de té, pero también facilite a las granjas de té para lograr el cumplimiento con las regulaciones nacionales y las normas internacionales de sostenibilidad en un enfoque por etapas. Se requiere que los puntos de control aplicables en virtud de once capítulos deben ser respetados dentro de un período de cuatro años, lo que resulta en el pleno cumplimiento en un paso de enfoque prudente a finales del cuarto año. El código de té de la India permite a los productores que muestren que operan de manera responsable - la producción de té de calidad de acuerdo con los estrictos estándares sociales y ambientales. La verificación de conformidad con el código proporciona a los fabricantes la seguridad de la producción responsable y proporciona oportunidades para demostrar de manera creíble esto a sus clientes.

### Otros ejemplos
Otros tipos de estándares incluyen esquemas de sectores específicos, como la Mesa Redonda sobre Aceite de Palma Sostenible (RSPO); iniciativas de certificación de sostenibilidad minorista dirigidas, como EurepGAP; las iniciativas de sostenibilidad de corporativos con marca propia, como Prácticas CAFE de Starbucks; y los programas nacionales, como esquema de 'Origen Verde' de la Junta de Alimentos de Irlanda.
El Foro de las Naciones Unidas sobre normas de sostenibilidad (UNFSS) se trata de una iniciativa conjunta de la FAO, el PNUMA, el CCI, la UNCTAD y la ONUDI sobre normas de sostenibilidad.

## Lecturas recomendadas
- Blackmore, E.; Keeley, J. (2012). Pro-poor certification. Assessing the benefits of sustainability certification for small-scale farmers in Asia (PDF). London: International Institute for Environment and Development. Consultado el 26 de noviembre de 2013.
- Brunsson, N.; Rasche, A.; Seidl, D. (2012). «The Dynamics of Standardisation: Three Perspectives on Standards in Organization Studies». Organization Studies 33 (5-6): 613-633. doi:10.1177/0170840612450120. Consultado el 26 de noviembre de 2013.
- Gilbert, D.U.; Rasche, A.; Waddock, S. (2011). «Accountability in a Global Economy: The Emergence of International Accountability Standards». Business Ethics Quarterly 21 (1): 23-44. doi:10.5840/beq20112112.
- Gilbert, D.U.; Rasche, A. (2007). «Discourse Ethics and Social Accountability: The Ethics of SA 8000». Business Ethics Quarterly 17 (2): 187-216. doi:10.5840/beq200717230.
- Giovannucci, D. (2001). Sustainable Coffee Survey of the North American Coffee Industry (PDF). Conducted for The Summit Foundation, The Nature Conservancy, North American Commission for Environmental Cooperation Specialty Coffee Association of America, The World Bank. Archivado desde el original el 3 de febrero de 2013. Consultado el 26 de noviembre de 2013.
- Giovannucci, D.; Potts, J. (2008). Seeking Sustainability:  COSA Preliminary Analysis of Sustainability Initiatives in the Coffee Sector (PDF). Winnipeg: International Institute for Sustainable Development. Archivado desde el original el 10 de enero de 2017. Consultado el 26 de noviembre de 2013.
- Gulbrandsen, L. H. (2008). «Accountability Arrangements in Non-State Standards Organizations: Instrumental Design and Imitation» (PDF). Organization 15 (4): 563-583. doi:10.1177/1350508408091007. Archivado desde el original el 3 de diciembre de 2013. Consultado el 25 de noviembre de 2013.
- Kolk, A. (2005). «Corporate social responsibility in the coffee sector: The dynamics of MNC responses and code development» (PDF). European Management Journal (Elsevier) 23 (2): 228-236. doi:10.1016/j.emj.2005.02.003. Consultado el 25 de noviembre de 2013.
- Manning, S.; Boons, F.; Von Hagen, O.; Reinecke, J (2012). «National Contexts Matter: The Co-Evolution of Sustainability Standards in Global Value Chains». Ecological Economics 83: 197-209. ISSN 0921-8009. doi:10.1016/j.ecolecon.2011.08.029. Consultado el 26 de noviembre de 2013.
- Manning, S.; von Hagen, O (2010). «Linking Local Experiments to Global Standards: How Project Networks Promote Global Institution-Building». Scandinavian Journal of Management 26 (4): 398-416. doi:10.1016/j.scaman.2010.09.003.
- Muradian, R.; Pelupessy, W. (2005). «Governing the coffee chain: the role of voluntary regulatory systems» (PDF). World Development 33 (12): 2029-2044. doi:10.1016/j.worlddev.2005.06.007. Archivado desde el original el 24 de marzo de 2012. Consultado el 25 de noviembre de 2013.
- Rasche, A. (2012). «Global Policies and Local Practice: Loose and Tight Couplings in Multi-Stakeholder Initiatives». Business Ethics Quarterly 22 (4): 679-708. doi:10.5840/beq201222444.
- Rasche, A. (2010). «Collaborative Governance 2.0». Corporate Governance 10 (4): 500-511. doi:10.1108/14720701011069713. (requiere suscripción).
- Rasche, A. (2009). «Toward a Model to Compare and Analyze Accountability Standards». Corporate Social Responsibility and Environmental Management 16 (4): 192-205. doi:10.1002/csr.202.
- Reinecke, J. (2010). «Beyond a subjective theory of value and towards a ‘fair price’: an organizational perspective on Fairtrade minimum price setting». Organization 17 (5): 1-19. doi:10.1177/1350508410372622.
- Reinecke, J.; Manning, S.; Von Hagen, O (2012). «The Emergence of a Standards Market: Multiplicity of Sustainability Standards in the Global Coffee Industry». Organization Studies 33 (5/6): 789-812.